# دنیلو باربوسا
دنیلو باربوسا دا سیلوا (پرتغالی: Danilo Barbosa da Silva؛ زادهٔ ۲۸ فوریهٔ ۱۹۹۶) که به صورت ساده با نام دنیلو شناخته می‌شود، بازیکن فوتبال اهل برزیل است.
از باشگاه‌هایی که در آن بازی کرده‌است می‌توان به واسکو دوگاما، براگا، والنسیا، بنفیکا، استاندارد لیژ، نیس و پالمیراس اشاره کرد.